# Grant Leadbitter
Grant Leadbitter (Chester-le-Street, 7 gennaio 1986) è un ex calciatore inglese, di ruolo centrocampista.

## Carriera

### Sunderland
La prima apparizione professionale di Leadbitter per il Sunderland è arrivata come sostituto in una sconfitta in Coppa di Lega contro l'Huddersfield Town nel settembre 2003. Prima di ottenere un posto regolare in prima squadra nel club, è stato ceduto in prestito al Rotherham United nel settembre 2005, dove ha segnato una volta contro lo Swansea in cinque partite di campionato. Dopo il suo soggiorno in prestito in Hibernian, iniziò a essere selezionato regolarmente dall'allora allenatore Mick McCarthy, e giocò in 11 delle ultime 14 partite della stagione di Sunderland.
Dopo la retrocessione del Sunderland nel 2006, Leadbitter si è bloccato nei colloqui contrattuali, con molti che prevedevano che mirasse ad attirare l'attenzione di un club della Premier League dopo le sue impressionanti esibizioni durante la stagione precedente. Tuttavia, un contratto è stato successivamente concordato con il giocatore sostenendo che voleva rimanere solo con Sunderland e, d'ora in poi, Leadbitter ha svolto un ruolo importante nella rinascita dei Black Cats sotto la gestione di Roy Keane. Leadbitter ha preso parte a tutte le partite del Sunderland nella stagione 2006-2007 e ha contribuito con sette gol, classificandosi come il terzo capocannoniere del club in quella stagione. Al ritorno del Sunderland in Premier League, Leadbitter ha continuato a esibirsi regolarmente con Keane, anche facendo paragoni con Paul Scholes (presumibilmente indossa la maglia numero 18 in onore del suo eroe Scholes). Nel giugno 2008 Leadbitter ha firmato un nuovo contratto con il Sunderland, tenendolo al club fino al 2011.
Il 4 ottobre 2008, Leadbitter ha segnato un gol memorabile contro l'Arsenal dopo essere appena uscito dalla panchina. Il gol delle 25 yard è stato celebrato in stile emotivo, mentre correva dal suo manager e aveva la testa sul pavimento, quasi in lacrime. Questa celebrazione emotiva era dovuta al fatto che suo padre, Brian Leadbitter, era morto poche settimane prima e le sue ceneri erano state seppellite proprio in quel punto sotto l'erba dello Stadio della Luce. "Le persone a me vicine sanno perché sono caduto sul pavimento come ho fatto, voglio solo lasciarlo così. Le persone che mi conoscono sanno perché ho baciato quella zona del terreno. Le ceneri di mio padre erano sepolte lì. Io don Voglio continuare. Significa molto per me e la mia famiglia. È esattamente quel punto ed è sempre stata mia intenzione fare qualcosa del genere quando ho segnato il mio primo gol qui ". Leadbitter ha detto alla stampa dopo la partita.

## Statistiche

### Presenze e reti nei club
Statistiche aggiornate al 24 novembre 2020.
| Stagione             | Squadra              | Campionato           | Campionato | Campionato | Coppe nazionali | Coppe nazionali | Coppe nazionali | Coppe continentali | Coppe continentali | Coppe continentali | Altre coppe | Altre coppe | Altre coppe | Totale | Totale |
| Stagione             | Squadra              | Comp                 | Pres       | Reti       | Comp            | Pres            | Reti            | Comp               | Pres               | Reti               | Comp        | Pres        | Reti        | Pres   | Reti   |
| -------------------- | -------------------- | -------------------- | ---------- | ---------- | --------------- | --------------- | --------------- | ------------------ | ------------------ | ------------------ | ----------- | ----------- | ----------- | ------ | ------ |
| 2003-2004            | Sunderland           | FD                   | 0          | 0          | FACup+CdL       | 0+1             | 0               | -                  | -                  | -                  | -           | -           | -           | 1      | 0      |
| 2004-2005            | Sunderland           | FLC                  | 0          | 0          | FACup+CdL       | 0+1             | 0               | -                  | -                  | -                  | -           | -           | -           | 1      | 0      |
| ago.-ott. 2005       | Rotherham Utd        | FL1                  | 5          | 1          | FACup+CdL       | 1+0             | 0               | -                  | -                  | -                  | FLT         | 1           | 0           | 7      | 1      |
| nov. 2005-2006       | Sunderland           | PL                   | 12         | 0          | FACup+CdL       | 0+0             | 0               | -                  | -                  | -                  | -           | -           | -           | 12     | 0      |
| 2006-2007            | Sunderland           | FLC                  | 44         | 7          | FACup+CdL       | 1+1             | 0               | -                  | -                  | -                  | -           | -           | -           | 46     | 7      |
| 2007-2008            | Sunderland           | PL                   | 31         | 2          | FACup+CdL       | 1+1             | 0               | -                  | -                  | -                  | -           | -           | -           | 33     | 2      |
| 2008-2009            | Sunderland           | PL                   | 23         | 2          | FACup+CdL       | 2+3             | 0               | -                  | -                  | -                  | -           | -           | -           | 28     | 2      |
| ago. 2009            | Sunderland           | PL                   | 1          | 0          | FACup+CdL       | 0+1             | 0               | -                  | -                  | -                  | -           | -           | -           | 2      | 0      |
| 2009-2010            | Ipswich Town         | FLC                  | 38         | 3          | FACup+CdL       | 2+0             | 0               | -                  | -                  | -                  | -           | -           | -           | 40     | 3      |
| 2010-2011            | Ipswich Town         | FLC                  | 44         | 5          | FACup+CdL       | 0+6             | 1               | -                  | -                  | -                  | -           | -           | -           | 50     | 6      |
| 2011-2012            | Ipswich Town         | FLC                  | 34         | 5          | FACup+CdL       | 1+1             | 0               | -                  | -                  | -                  | -           | -           | -           | 36     | 5      |
| Totale Ipswich Town  | Totale Ipswich Town  | Totale Ipswich Town  | 116        | 13         |                 | 10              | 1               |                    | -                  | -                  |             | -           | -           | 126    | 14     |
| 2012-2013            | Middlesbrough        | FLC                  | 42         | 3          | FACup+CdL       | 2+3             | 0+1             | -                  | -                  | -                  | -           | -           | -           | 47     | 4      |
| 2013-2014            | Middlesbrough        | FLC                  | 39         | 6          | FACup+CdL       | 1+1             | 0               | -                  | -                  | -                  | -           | -           | -           | 41     | 6      |
| 2014-2015            | Middlesbrough        | FLC                  | 43+3       | 11+0       | FACup+CdL       | 3+2             | 1+0             | -                  | -                  | -                  | -           | -           | -           | 51     | 12     |
| 2015-2016            | Middlesbrough        | FLC                  | 41         | 4          | FACup+CdL       | 0+5             | 0               | -                  | -                  | -                  | -           | -           | -           | 46     | 4      |
| 2016-2017            | Middlesbrough        | PL                   | 13         | 1          | FACup+CdL       | 4+0             | 2               | -                  | -                  | -                  | -           | -           | -           | 17     | 3      |
| 2017-2018            | Middlesbrough        | FLC                  | 32         | 3          | FACup+CdL       | 1+1             | 0               | -                  | -                  | -                  | -           | -           | -           | 34     | 3      |
| 2018-gen. 2019       | Middlesbrough        | FLC                  | 2          | 0          | FACup+CdL       | 1+5             | 0               | -                  | -                  | -                  | -           | -           | -           | 8      | 0      |
| Totale Middlesbrough | Totale Middlesbrough | Totale Middlesbrough | 212+3      | 28+0       |                 | 29              | 4               |                    | -                  | -                  |             | -           | -           | 244    | 32     |
| gen.-giu. 2019       | Sunderland           | FL1                  | 15+2       | 0          | FACup+CdL       | -               | -               | -                  | -                  | -                  | FLT         | 2           | 0           | 19     | 0      |
| 2019-2020            | Sunderland           | FL1                  | 14         | 0          | FACup+CdL       | 1+2             | 0               | -                  | -                  | -                  | FLT         | 3           | 0           | 20     | 0      |
| 2020-2021            | Sunderland           | FL1                  | 10         | 3          | FACup+CdL       | 0+0             | 0               | -                  | -                  | -                  | FLT         | 1           | 0           | 11     | 3      |
| Totale Sunderland    | Totale Sunderland    | Totale Sunderland    | 150+2      | 14         |                 | 15              | 0               |                    | -                  | -                  |             | 6           | 0           | 173    | 14     |
| Totale carriera      | Totale carriera      | Totale carriera      | 488        | 57         |                 | 55              | 5               |                    | -                  | -                  |             | 7           | 0           | 550    | 61     |

## Palmarès

### Club

#### Competizioni nazionali
- Football League Championship: 1

Sunderland: 2006-2007
- Football League Trophy: 1

Sunderland: 2020-2021